# ジャック (潜水艦)
ジャック (USS Jack, SS-259) は、アメリカ海軍の潜水艦。ガトー級。艦名はアジ科の総称に因む。なお、退役から9年後にパーミット級原子力潜水艦7番艦として2代目「ジャック (SSN-605)」が就役している。

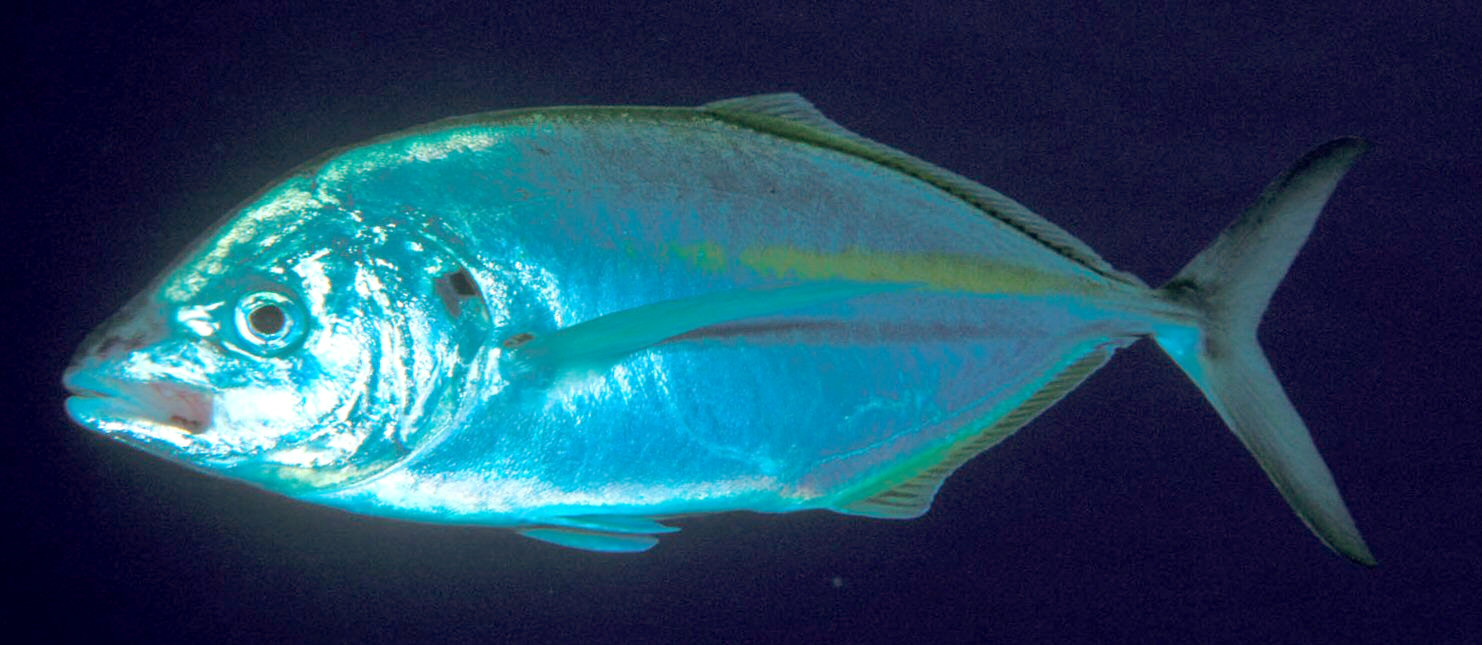
シマアジ（通称Striped jack）

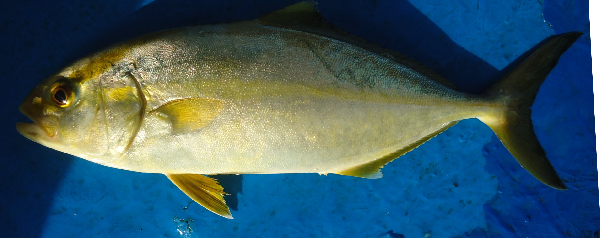
ヒレナガカンパチ（Almaco jack）

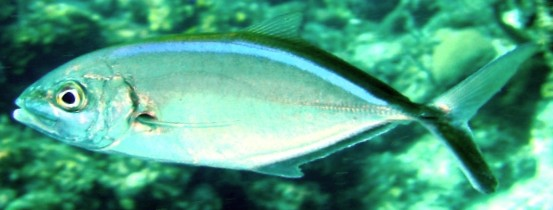
バー・ジャック（Bar jack）

## 艦歴
「ジャック」はコネチカット州グロトンのエレクトリック・ボート社で起工する。1942年10月16日にフランシス・シーリー夫人によって進水し、艦長トーマス・M・ダイカース少佐（アナポリス1927年組）の指揮下1943年1月6日にニューロンドンで就役する。ニューイングランド沿岸で整調後、4月26日にニューロンドンを出航し太平洋での任務に入る。5月21日に真珠湾に到着し、補給を受けた。

### 第1、第2の哨戒 1943年6月 - 10月
6月5日、「ジャック」は最初の哨戒で日本近海に向かった。6月20日朝、北緯34度03分 東経139度49分 / 北緯34.050度 東経139.817度の地点で1,500トン級トロール船を発見し、魚雷を3本発射するも回避される。6月26日未明には、北緯33度13分 東経139度03分 / 北緯33.217度 東経139.050度の八丈島沖で5隻から成る第3625船団を発見。4隻の目標に対して魚雷を計10本発射し、特設運送船「東洋丸」（沢山汽船、4,163トン）の後部に1本、海軍徴傭船「彰山丸」（山本汽船、5,857トン）に2本の魚雷を命中させて撃沈。続いて残る目標に対し魚雷を1本ずつ発射したが回避され、また護衛の特設砲艦「平壌丸」（朝鮮郵船、2,627トン）の爆雷か、「彰山丸」の沈没の際に爆発した搭載爆雷の影響で、船体が25度傾いて深度116mまで押し下げられたが、ダイカース艦長は確実に「東洋丸」と「彰山丸」の沈没を潜望鏡越しに確認した。6月27日から7月3日までは相模灘などで哨戒。
7月4日午後、北緯34度33分 東経138度37分 / 北緯34.550度 東経138.617度の御前崎沖で第7704船団を発見し、魚雷を3本発射。魚雷は1本が輸送船「日久丸」（日産汽船、6,529トン）に命中し、これを撃沈した。「ジャック」は東に向かい、7月8日には北緯36度56分 東経141度05分 / 北緯36.933度 東経141.083度の地点で「赤城丸型輸送船」を発見し、魚雷を3本発射したが命中しなかった。7月19日、40日間の行動を終えて真珠湾に帰投した。
9月5日、「ジャック」は2回目の哨戒で日本近海に向かった。9月26日、北緯33度45分 東経141度22分 / 北緯33.750度 東経141.367度の地点で「神風型駆逐艦」と思しき艦艇を発見し、魚雷を4本発射したが命中しなかった。しかし、哨戒自体は9月24日に第2エンジンのクランクシャフトが破損し、残りのエンジンも逐次破損したため中止となった。10月10日、30日間の行動を終えて真珠湾に帰投。「H.O.R.エンジン搭載艦は1隻残らず、暫時エンジンを換装するように」という合衆国艦隊司令長官兼海軍作戦部長アーネスト・キング大将の命令により、メア・アイランド海軍造船所に回航されて、甚だ旧式でトラブルが多く信頼性に欠けていたH.O.R.エンジンを、本来搭載されるGM社製278A16気筒エンジンに換装した。ダイカースは後年、「H.O.R.エンジンのせいで、30隻から40隻もの日本船が保たれた」と回想している。

### 第3の哨戒 1944年1月 - 3月
1944年1月16日、「ジャック」は3回目の哨戒で南シナ海に向かった。この海域はさすがに重要船団や重要船が多かった。2月19日3時58分ごろ、レーダーが北緯14度37分 東経114度07分 / 北緯14.617度 東経114.117度の地点で複数の目標を探知した。よく確認すると、それは日本に向けて北上するヒ40船団で、5隻のタンカーと3隻ぐらいの護衛艦がいると判断された。「ジャック」はヒ40船団に接近しつつ、相手の隊列が二列縦隊であることを確認し、よいポジションを占めるべく行動した。4時42分、射点に就き、2隻の目標に向けて魚雷を3本ずつ計6本発射。うち2本がタンカー「南栄丸」（日東汽船、5,019トン）に命中し大爆発を生じさせ撃沈し、もう2本は「ジャック」からは死角になっていて見えなかったが、別のタンカー「国栄丸」（日東汽船、5,155トン）に命中し撃沈した。護衛の海防艦「占守」がこちらに向かう気配を見せたため「ジャック」は避退し、第二撃をかけるべく準備を急いだ。やがて日が昇りつつある頃、船団の姿がはっきり見えるようになった。「ジャック」は昼に浮上し、速力を上げて250キロもの距離を移動して船団の前方で潜航し、待ち伏せた。午後、船団を再度発見し、それから1時間経った18時49分、北緯15度46分 東経115度57分 / 北緯15.767度 東経115.950度の地点で2隻のタンカーに対して魚雷を4本発射。魚雷はタンカー「一洋丸」（浅野物産、5,106トン）と「日輪丸」（昭和タンカー、5,163トン）に命中し2隻とも沈没した。残るは特設運送船（給油）「南邦丸」（飯野海運、10,033トン）と海軍徴傭船「浅間丸」（日本郵船、16,975トン）だけとなった。「ジャック」は1時間後に浮上し20時52分に北緯15度45分 東経115度39分 / 北緯15.750度 東経115.650度の地点で魚雷を3本発射したが命中せず、22時33分にも北緯15度59分 東経115度55分 / 北緯15.983度 東経115.917度の地点で魚雷を4本発射し、3つの命中があったとした。「ジャック」は17本の魚雷をもって一つの船団を事実上壊滅状態に追い込んだ。3月1日未明には北緯14度52分 東経117度48分 / 北緯14.867度 東経117.800度の地点で1隻のタンカーと3隻の輸送船、2隻の護衛艦からなる輸送船団を探知し、2番目の目標に対して魚雷を3本発射して2本の命中を確認。続いて2隻の輸送船に対して魚雷を4本発射し、これも2つの命中を確認した。この攻撃で魚雷を撃ちつくしたので、「ジャック」は哨戒を打ち切ることとした。3月13日、51日間の行動を終えてフリーマントルに帰投した。

### 第4、第5の哨戒 1944年4月 - 7月
4月6日、「ジャック」は4回目の哨戒で南シナ海に向かった。4月14日夜、南緯03度26分 東経125度28分 / 南緯3.433度 東経125.467度の地点で2隻の輸送船と4隻の護衛艦を発見。追跡の上、翌4月15日未明に南緯03度33分 東経124度30分 / 南緯3.550度 東経124.500度の地点にいたって魚雷を4本発射したが命中しなかった。4月25日午後、北緯18度06分 東経119度40分 / 北緯18.100度 東経119.667度のルソン島沿岸で、ニューギニアに増援部隊を送る竹一船団を発見。この船団は15隻の輸送船と13隻の護衛艦で構成された大規模な船団であった。「ジャック」は浮上して竹一船団との接触を保ち、4月26日未明に魚雷を6本発射し、うち4本を2隻の6,000トン級輸送船に命中させて、1隻を撃沈し1隻を撃破と判定した。1時間後の2時37分に魚雷を計10本発射し、この攻撃では6本を命中させ、5,000トン級、6,000トン級および7,000トン級の各級輸送船を1隻ずつ撃沈したと判定された。二度目の攻撃から再び1時間おいた3時42分、艦尾発射管から魚雷を4本発射しようとしたが、9番発射管が故障で開かず3本発射となり、この攻撃では5,500トン級輸送船の撃破を報じる。一連の攻撃で、陸軍輸送船「第一吉田丸」（山下汽船、5,425トン）に2本が命中し、船体を二つ折りにして撃沈した。4月27日には、北緯19度32分 東経122度21分 / 北緯19.533度 東経122.350度の地点で浮上砲戦により32トン級トロール船を撃沈。4月28日にも北緯17度34分 東経124度06分 / 北緯17.567度 東経124.100度の地点で50トン級トロール船を3インチ砲と20ミリ機銃で撃ち沈めた。5月10日、35日間の行動を終えてフリーマントルに帰投。艦長がアーサー・E・クラプフ少佐（アナポリス1934年組）に代わった。
6月4日、「ジャック」は5回目の哨戒で南シナ海に向かった。ルソン島沿岸部に向かい、6月25日早朝、北緯16度09分 東経119度41分 / 北緯16.150度 東経119.683度の地点でマニラから出てきたマタ23船団を発見した。船団の左側から魚雷を6本発射し、タンカー「さんぺどろ丸」（三菱汽船、7,268トン）の左舷に魚雷が1本命中、大火災を発した「さんぺどろ丸」は、一晩燃えて沈没した。6月30日未明には北緯14度30分 東経119度43分 / 北緯14.500度 東経119.717度のマニラ湾西方180キロ地点で、折からの悪天候の中をサイゴンからマニラに向けて米を輸送していたサマ08船団を発見。3時12分に、ジャックはサマ08船団に対し魚雷を計10本発射。魚雷は陸軍輸送船「鶴島丸」（山下汽船、4,652トン）に3本が命中し撃沈。1時間後の4時22分には魚雷を4本発射し、陸軍輸送船「松川丸」（川崎汽船、3,832トン）に全て命中して撃沈。さらに艦尾発射管から魚雷を4本発射し、3つの爆発を確認した。7月14日、39日間の行動を終えてフリーマントルに帰投。ここまでの戦績に対して殊勲部隊章が授与された。

### 第6、第7の哨戒 1944年8月 - 12月
8月6日、「ジャック」は6回目の哨戒でセレベス海方面に向かった。8月25日午後、北緯03度21分 東経120度49分 / 北緯3.350度 東経120.817度の地点で150トン級沿岸輸送船を発見し、浮上砲戦でこれを仕留めた。8月29日未明、北緯02度15分 東経123度49分 / 北緯2.250度 東経123.817度のセレベス島マナド近海でH33船団を発見し、月が没するのを待って攻撃を行うこととなった。まず魚雷を2本発射し、うち1本が陸軍輸送船「めき志こ丸」（大阪商船、5,785トン）に命中し、同船は搭載していた弾薬や燃料が延焼したのち沈没した。1時間後に再び魚雷を4本発射し、1本が「第28号掃海艇」の後部に命中して火災を発生させる。30分後にはさらに魚雷を1本発射したが命中せず、間を置かず魚雷を2本発射して、「第28号掃海艇」の中央部に2本とも命中してようやく撃沈した。9月24日、48日間の行動を終えてフリーマントルに帰投。艦長がアルバート・S・ファーマン少佐（アナポリス1937年組）に代わった。
10月27日、「ジャック」は7回目の哨戒で南シナ海に向かった。11月14日夜、インドシナ半島パダラン岬近海でレーダーによりミ25船団を発見して追跡し、潜水艦が行動するには条件がよいとは言えない海域ながら攻撃を仕掛けた。翌11月15日未明、北緯11度11分 東経108度56分 / 北緯11.183度 東経108.933度の地点にいたったところでまず魚雷を4本発射し、輸送船「日永丸」（日本郵船、5,397トン）の左舷に魚雷を命中させて撃沈。続く二度目の攻撃で再度魚雷を4本発射し、「何か」に2本が命中したようだと判定された。「何か」の正体は日永丸の後方を航行中の輸送船「第二勇山丸」（山本汽船、6,930トン）で、同船は沈没を防ぐために座礁して果てた。この頃には日本の南方航路は黄昏に大きく傾いており、必死に日本へ向かう船にもっと出会ってもよさそうであったが、この哨戒ではこれ以上の戦果を挙げることはなく、「ジャック」は真珠湾への帰還を命じられた。12月27日、58日間の行動を終えて真珠湾に帰投。ジャックはサンフランシスコに回航され、ベスレヘム・スチールでオーバーホールに入った。オーバーホールが終わると、1945年4月1日に真珠湾に戻ってきた。

### 第8、第9の哨戒 1945年4月 - 8月
4月26日、「ジャック」は8回目の哨戒で日本近海に向かった。しかし、この頃の日本では大方の船舶は姿を消し、残った船も大半は稼動不能状態に陥っていた。そういうこともあり、この哨戒での主な任務は機動部隊やB-29のパイロットを救助するというものであった。6月18日、51日間の行動を終えてグアムアプラ港に帰投した。
7月12日、「ジャック」は9回目の哨戒で台湾近海に向かった。8月15日に日本が降伏するまでパイロットの救助を主な任務とした。戦争終了後の8月29日、48日間の行動を終えてミッドウェー島に帰投した。

### 戦後・ギリシャ海軍で
「ジャック」は9月5日に帰途に就き、真珠湾とパナマ運河地帯を経由して10月3日にニューヨークに到着する。1946年6月8日にニューロンドンで退役し、大西洋予備役艦隊入りする。
「ジャック」は1957年12月20日に再就役し、短期間の訓練の後1958年4月21日にギリシャ海軍へ貸与された。「アンフィトリティ (HHMS Amfitriti, S-17) 」と改名され、1967年まで活動した。その後ギリシャより返還され、1967年9月5日に第6艦隊の演習で標的艦として地中海に沈められた。
「ジャック」の総撃沈トン数は76,687トンに上る。第二次世界大戦の戦功で7個の従軍星章と殊勲部隊章を受章した。第2と第9を除く全ての哨戒が成功として記録された。